# Templo de Isis (Campidoglio)
El templo de Isis (en italiano: Iseo del Campidoglio) era un templo situado en la colina Capitolina de Roma, en el rione Campitelli. 
Probablemente estaba en el lado de la colina que da a la Ciudadela Capitolina (en latín: Arx Capitolina), donde se encuentra la Insula dell'Ara Coeli, apoyada en el Vittoriano.

## Historia
El iseo Capitolino era especialmente antiguo, pues se remontaba, al menos, al año 58 a. C., cuando fue destruido por orden del Senado romano. Seguramente fue reconstruido después, ya que se dice que fue el refugio de Domiciano durante el asedio del Capitolio por los aliados de Vitelio en el año de los cuatro emperadores (año 69). De allí, el futuro emperador logró escapar de la muerte afeitándose apresuradamente el pelo y haciéndose pasar por sacerdote de Isis.
Algunas inscripciones conservadas han preservado los nombres de algunos sacerdotes de este templo. De él procede el obelisco Celimontano, con una inscripción de Ramsés II.